# منتخب أيرلندا تحت 18 سنة لهوكي الجليد للرجال
منتخب أيرلندا تحت 18 سنة لهوكي الجليد للرجال هو ممثل أيرلندا الرسمي في المنافسات الدولية في هوكي الجليد تحت 18 سنة.